# Zeittafel Kosaken
Die Zeittafel Kosaken gibt in Stichpunkten einen Überblick über die Geschichte der Kosaken.

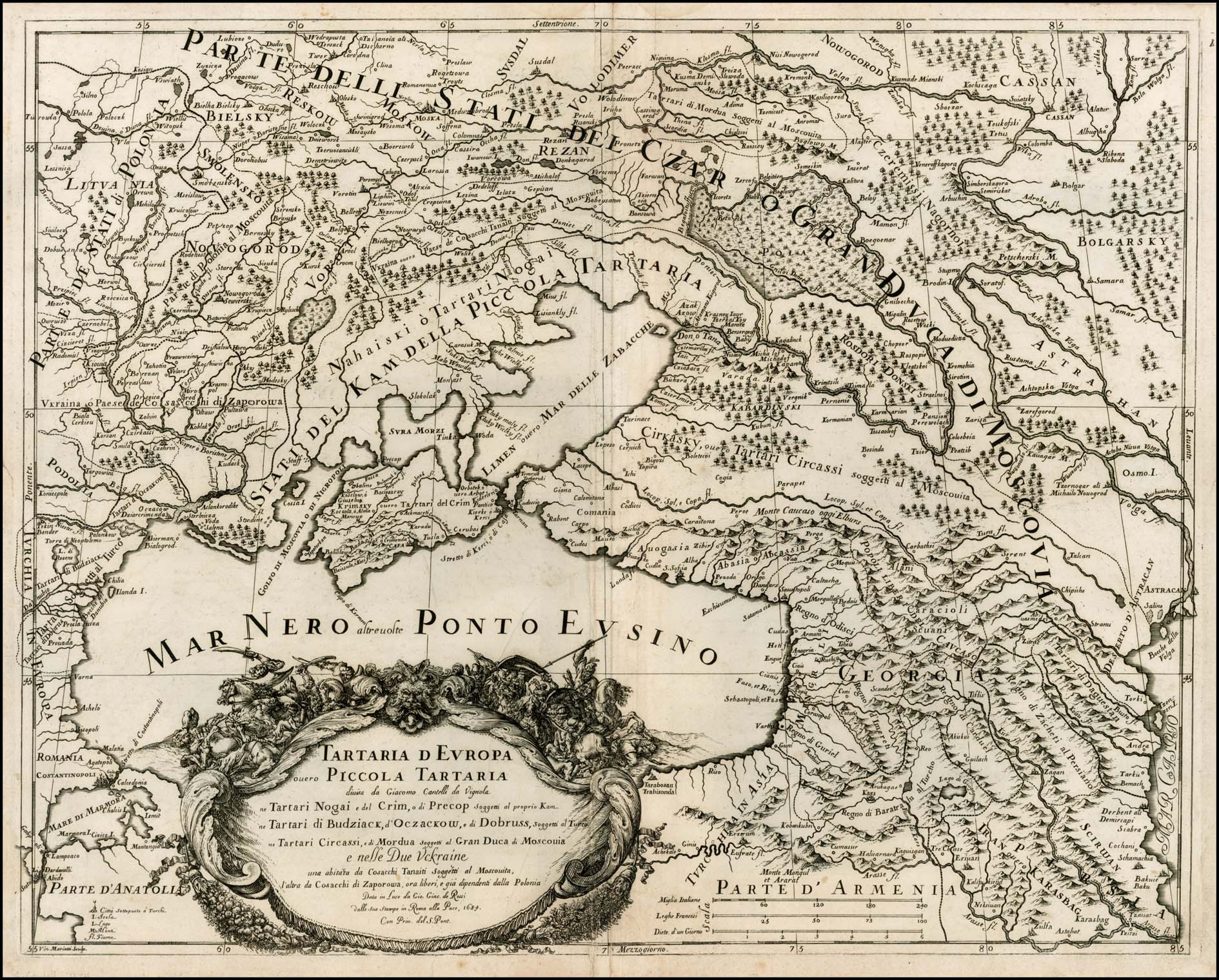
Tartaria d Europa ouero Piccola Tartaria („Europäische Tatarei oder Kleine Tatarei“) – Karte von Giacomo Cantelli (1684)

## Kurzeinführung
Die im ständigen Aufbau begriffene Chronologie ist in ihren Angaben weitgehend an den Zeittafeln von Standardwerken wie denen von Philip Longworth und Andreas Kappeler orientiert, geht aber im Umfang über diese hinaus.

## Zeittafel
- Um 1440 Erstes Auftreten der Kosaken, tatarisch-russischer Reiterscharen im Grenzgebiet („Ukraina“) zwischen Moskowien und den Tataren.[2]
- Ende 15. Jhd. Erste Erwähnung ostslawischer Kosaken[3]
- Mitte 16. Jhd. Fürst Wyschnewezkyj begründet die Saporoger Sitsch
- 1572 Erste Registrierte Kosaken in Polen-Litauen

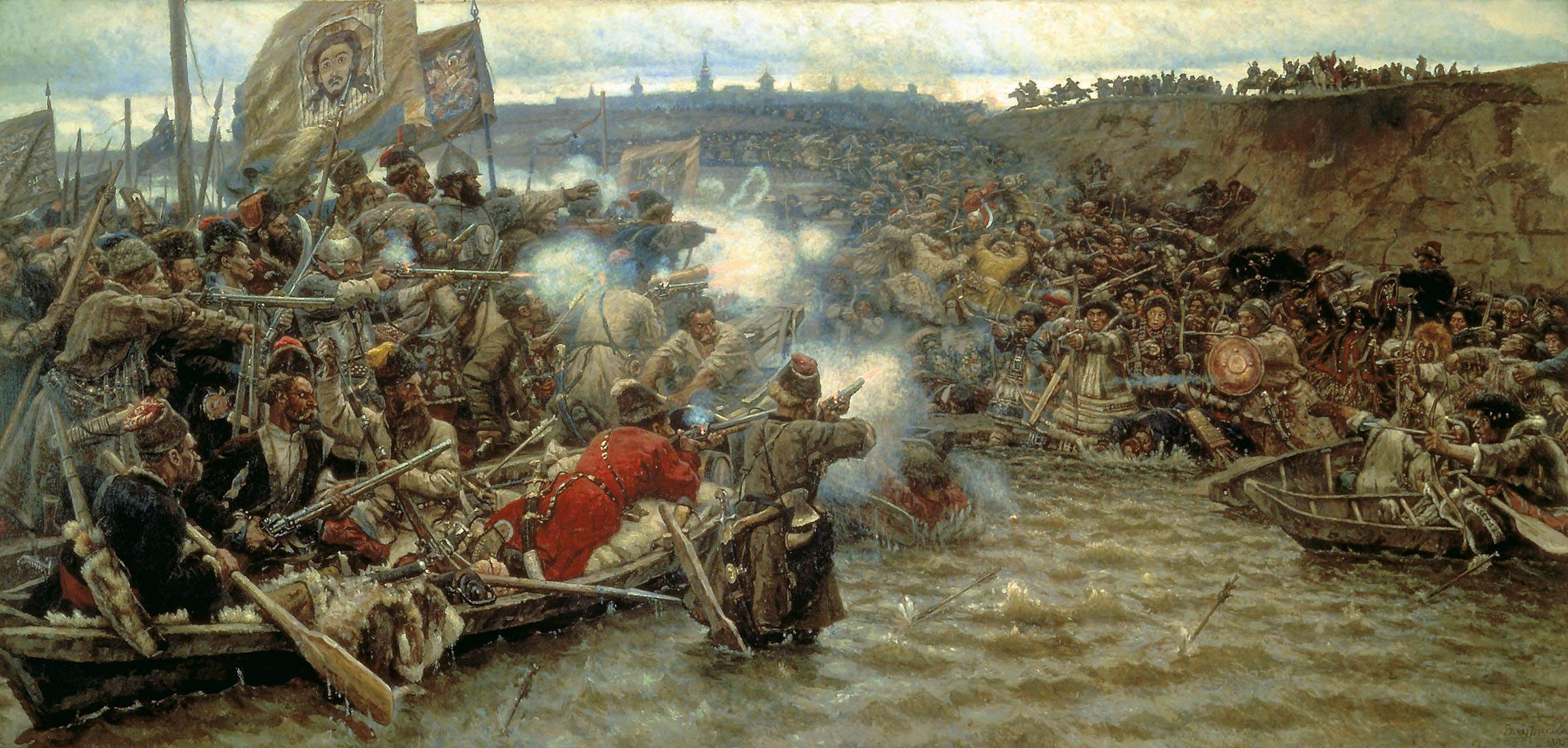
Die Eroberung Sibiriens durch Jermak (Gemälde von Wassili Surikow)

- 1582 Kosaken unter Jermak erobern Sibirien
- 1591–1596 Kosakenaufstände[4] in der Ukraine (unter Kryschtof Kosynskyj bzw. Seweryn Nalywajko)
- 1594 Gesandtschaft von Erich Lassota von Steblau zu den Saporoger Kosaken
- 1595/96 Kirchenunion von Brest
- 1606/07 Volksaufstand unter Führung von Iwan Bolotnikow
- 1615 Die Dnjepr-Kosaken treten der Kiewer Bruderschaft bei[5]
- 1637 Eroberung Azows durch die Don- und Dnjepr-Kosaken
- 1648 Semjon Deschnjow entdeckt die Beringstraße
- 1648 Volksaufstand unter Führung von Bohdan Chmelnyzkyj
- 1654 Vertrag von Perejaslaw: Die Dnjepr-Kosaken unterstellen sich dem Zaren
- 1667 Teilung des Hetmanats zwischen Polen-Litauen und dem Moskauer Staat
- 1670/71 Volksaufstand unter Führung von Stepan Rasin
- 1704 Den Don-Kosaken wird verboten, flüchtende Bauern aufzunehmen
- 1707–1709 Kosakenaufstand unter Führung von Kondrati Bulawin
- 1708 Hetman Masepa fällt von Peter I. ab und schließt sich dem schwedischen König an
- 1709 Schlacht von Poltawa
- 1754 Der Ataman der Don-Kosaken wird erstmals von Russland eingesetzt
- 1758 Begründung des Orenburger Kosakenheeres
- 1773–1775 Volksaufstand unter Führung von Jemeljan Pugatschow
- 1775 Zerschlagung der Saporoger Sitsch durch Katharina II.
- 1788 Begründung des Schwarzmeer-Kosakenheeres
- 1780er Jahre Liquidierung des Hetmanats
- 1808 Begründung des Sibirischen Kosakenheeres
- 1812 «Vaterländischer Krieg» gegen Napoleon
- 1817 Begründung des Astrachan-Kosakenheeres
- 1827 Russischer Thronfolger wird Ataman aller Kosakenheere
- 1834 Geschichte des Pugatschew’schen Aufruhrs von Alexander Puschkin erscheint (deutsch, Stuttgart, 1840)
- 1835/42 Taras Bulba (Novelle) von Gogol erscheint
- 1836 Die Hauptmannstochter (historischer Roman) von Alexander Puschkin erscheint
- 1840 Kobsar (Gedichtsammlung) von Taras Schewtschenko erscheint
- 1851 Begründung des Transbaikal-Kosakenheeres
- 1860 Begründung des Kuban-Kosakenheees
- 1860 Begründung des Amur-Kosakenheeres
- 1863 Die Kosaken von Lew Tolstoi erscheint
- 1867 Begründung des Semiretschensker Kosakenheeres
- 1875 Reglement über die Militärdienstpflicht der Donkosaken
- 1889 Begründung des Ussurischen Kosakenheeres
- 1905–07 Revolution in Russland
- 1914–1918 Erster Weltkrieg: Die kosakische Kavallerie erleidet schwere Verluste.
- 1917, 23.–27. Februar Februarrevolution
- 1917, 24./25. Oktober (7. November 1917 neuen Stils) Oktoberrevolution: Bolschewistische Revolution in Petrograd (St. Petersburg / Leningrad), die schnell auf das ganze Land übergreift. Spaltung der Kosaken in „Weiße“ und „Rote“. Der kosakische Widerstand gegen das neue Regime ist im Dongebiet am stärksten.[6]
- Ende 1917–1921 Russischer Bürgerkrieg
- 1918 Hetmanat unter Pawlo Skoropadskyj in der Ukraine
- 1918–1919 Ukrainische Volksrepublik
- 1918–1919 Kuban-Republik, Don-Republik
- 1918, Mai Wahl von  Pjotr Krasnow zum Ataman des «All-Großen Don-Heeres»
- 1918–1921 Atamanschtschina[7] von Grigori Semjonow
- 1919, Januar Sowjetisches Dekret zur «Entkosakisierung»
- 1919, Februar Zusammenbruch des Don-Kosaken-Staates.
- 1919 Feldzüge der Freiwilligenarmee Denikins mit den Don- und Kuban-Kosaken
- 1920/21 Emigration von mindestens 60 000 Kosaken[8]
- 1921/22 Hungersnot im Süden Russlands
- 1928 Der erste Teil von Der stille Don von Scholochow erscheint
- 1929 Beginn der Zwangskollektivierung der Landwirtschaft
- 1929–1933 «Liquidierung des Kulakentums als Klasse», Deportation von mindestens 200 000 Kosaken[9]
- 1932/33 Hungersnot in der Sowjetunion, u. a. im Kuban-Gebiet
- 1938–1941 Die sowjetische Armee stellt zur Verstärkung ihrer Reiterei einige Kosakendivisionen auf.[10]
- 1941, Juni Deutscher Überfall auf die Sowjetunion
- 1942 Besetzung weiter Gebiete der ehemaligen Don- und Kuban-Kosaken durch die deutsche Wehrmacht
- 1942 Bildung antikommunistischer kosakischer Freiwilligenverbände. General Krasnow Leiter des „Zentralen Kosakenbüros“ in Berlin.[11]
- 1943, April Bildung der 1. Kosaken-Kavallerie-Division unter Helmuth von Pannwitz
- 1945, Februar Bildung des 15. Kosaken-Kavallerie-Korps
- 1945, Mai/Juni Auslieferung von 40 000 Kosaken an die Sowjetunion[12]
- 1947, 16. Januar General Krasnow und General von Pannwitz in Moskau hingerichtet
- 1990, Juni Begründung des Kosakenbundes in Moskau
- 1990, 1.–5. August »Tage des Kosakenruhmes«[13] in Nikopol (Gebiet Saporischschja)
- 1990, September Begründung der Organisation «Ukrainisches Kosakentum» in Kiew
- 1990er Jahre Gründung verschiedener weiterer Kosakenorganisationen in der Ukraine[14]
- 2005, Januar Wiktor Juschtschenko wird von der Organisation »Ukrainisches Kosakentum« zum Hetman der ukrainischen Kosaken ernannt[15]